# Mädesüß
Mädesüß (Filipendula) (auch Spierstaude; lateinisch Spiraea) ist eine Gattung in der Familie der Rosengewächse (Rosaceae), die in den gemäßigten Zonen der Nordhalbkugel vorkommt. Den Namen Filipendula (von lateinisch filum „Faden“, und pendulus „herabhängend“) hat die Gattung von den an Fäden hängenden Wurzelknollen des Knolligen Mädesüß (Filipendula vulgaris). Er wurde in der Botanik zunächst nur für diese Art verwendet und erst später auf die ganze Gattung ausgedehnt. Dieser Name findet sich anscheinend erstmals in einer Rezeptsammlung des 12. Jahrhunderts aus Salerno von Nicolaus Praepositus. Als Filipendula wurden im Mittelalter neben dem Knolligen Mädesüß auch andere Pflanzen bezeichnet oder damit verwechselt.

## Beschreibung
Mädesüß-Arten sind ausdauernde, subdiözische, krautige Pflanzen. Die Blätter stehen sowohl in einer Rosette als auch wechselständig am Stängel und sind unterbrochen gefiedert. Nebenblätter sind vorhanden, relativ groß und am Rand eingeschnitten.
Der Blütenstand ist eine spirrenähnliche zusammengesetzte Traube oder Trichterrispe. Die Blüten sind fünf-, selten bis siebenzählig, zwittrig oder selten eingeschlechtig. 
Der Blütenbecher ist schwach tassenförmig und oben offen, ein Außenkelch fehlt. Die zurückgebogenen und dauerhaften Kelchblätter grenzen aneinander, überdecken sich aber nicht. Die Kronblätter sind weiß, cremefarben, rosa oder rot.
Ein Diskus ist nicht sichtbar, es gibt zwanzig bis fünfundvierzig Staubblätter. Die fünf bis fünfzehn (selten weniger) Stempelchen setzen auf dem Grund des Blütenbechers oder einem niedrigen Ring an. Die beiden Samenanlagen sind hängend angebracht.
Die Früchtchen sind balgfruchtähnliche Achänen mit festem Perikarp, die sich nicht öffnen und nur einen Samen tragen. Die Samen haben nur sehr wenig Endosperm. Die Chromosomenzahl beträgt 2n=14, 28 bzw. 42, es finden sich regelmäßig Aneuploidien.

## Verbreitung
Mädesüß-Arten finden sich in Europa und den gemäßigten Breiten Asiens bis nach Yunnan und in den Himalaya sowie im östlichen Nordamerika. Sie wachsen in Wäldern und auf offenen Standorten (Grasland), häufig mit feuchten Böden.

## Systematik

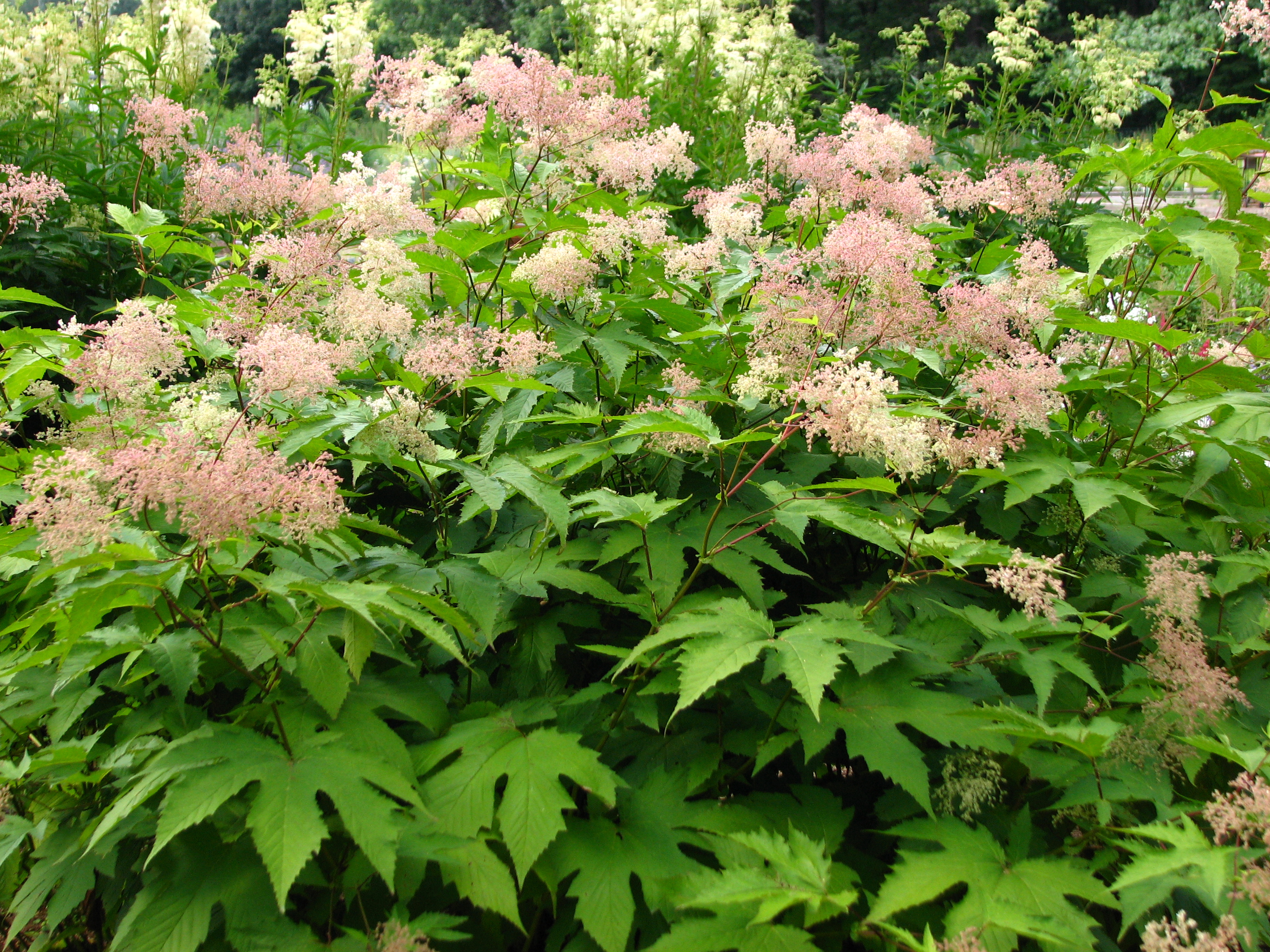
Kamtschatka-Mädesüß (Filipendula kamtschatica)

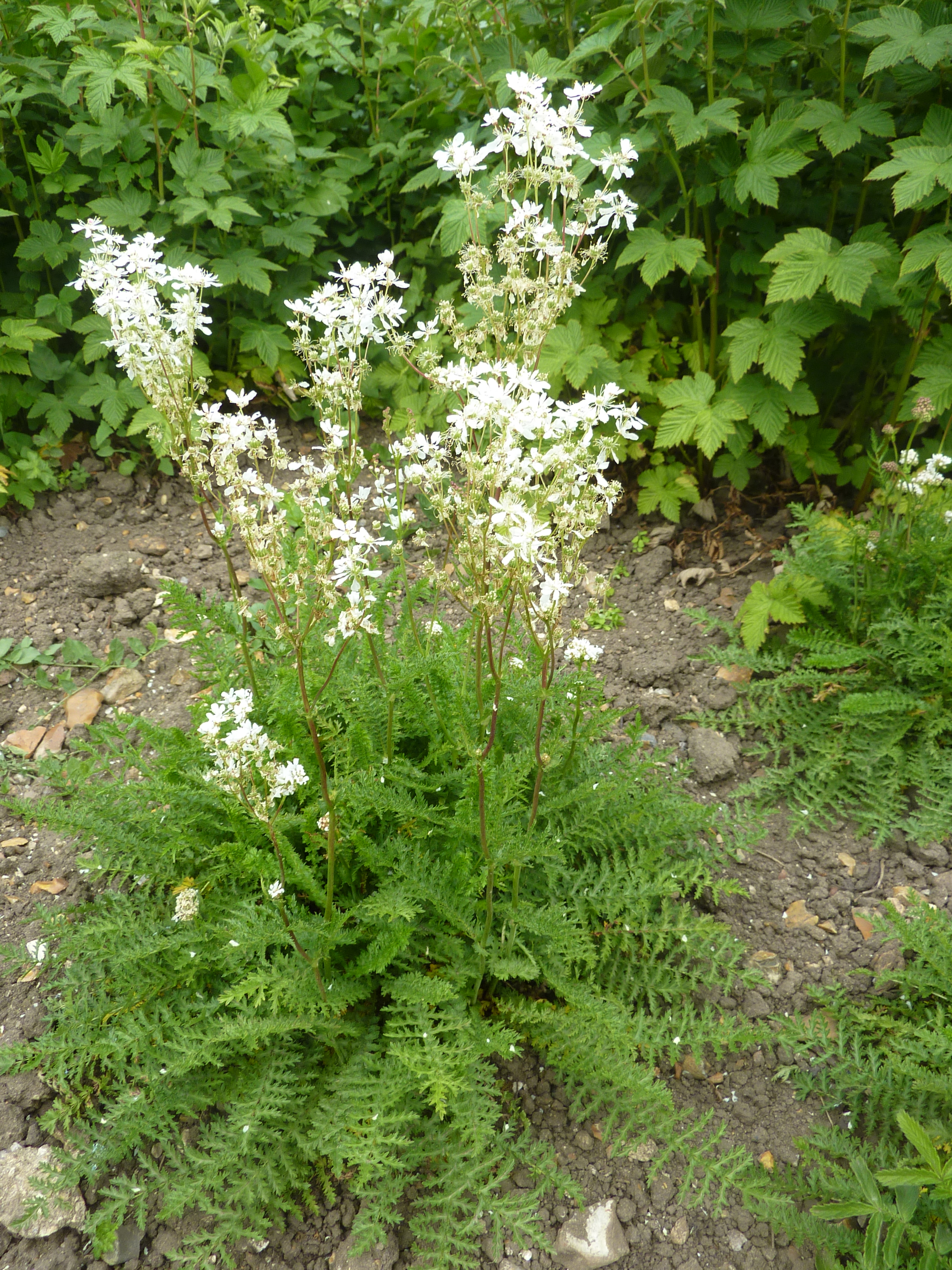
Kleines Mädesüß (Filipendula vulgaris)

Die Gattung Mädesüß (Filipendula) wurde 1754 von Philip Miller erstbeschrieben. Sie wird ohne Zuordnung zu einer Tribus oder Supertribus in die Unterfamilie Rosoideae der Rosengewächse gestellt und umfasst 15 Arten, darunter:
- Kamtschatka-Mädesüß (Filipendula kamtschatica (Pall.) Maxim.), Heimat: Japan, Mandschurei, Kamtschatka
- Rosa Mädesüß (Filipendula palmata (Pall.) Maxim.). Heimat: Ostsibirien, Amurgebiet, Sachalin, Kamtschatka, Mongolei, China, Japan
- Japanisches Mädesüß (Filipendula purpurea Maxim.), Heimat: Japan
- Amerikanisches Mädesüß oder Prärie-Mädesüß (Filipendula rubra (Hill) B.L. Rob.), Heimat: USA
- Echtes Mädesüß (Filipendula ulmaria (L.) Maxim.), Heimat: Europa, Asien, in Nordamerika eingebürgert
- Kleines Mädesüß oder Knolliges Mädesüß (Filipendula vulgaris Moench; Synonym: Filipendula hexapetala Gil.), Heimat: Europa, Asien, in Nordamerika eingebürgert.

## Belege
1. ↑  Heinrich E. Weber: Rosaceae. In Gustav Hegi: Illustrierte Flora von Mitteleuropa. 3. Auflage. Blackwell-Wissenschafts-Verlag, Berlin 1995, ISBN 3-8263-3016-1, Band IV, Teil 2 A, S. 275.
2. ↑  Vgl. Otto Beßler: Prinzipien der Drogenkunde im Mittelalter. Aussage und Inhalt des Circa instans und Mainzer Gart. Mathematisch-naturwissenschaftliche Habilitationsschrift, Halle an der Saale 1959, S. 185 („Filipendula – roit steybreche, fisalidos, patrisciria, viscago, steynbreche, sisalidos“).